# Great Big Sea
Great Big Sea var ett kanadensiskt folkrockband från St. John's på Newfoundland. De blivande medlemmarna i bandet träffade varandra på universitetet. Power, McCann och Hallett hade då redan erfarenhet av att spela tillsammans. De hade haft bandet "Ranking Street" tillsammans med sångerskan Jackie St. Croix. Gruppen "Great Big Sea" bildades 1992, då den självbetitlade första plattan "Great Big Sea" släpptes.
De är mest kända för att tolka gamla folksånger och sjömansvisor, så kallade shanties med ett medryckande rock-stuk. Medlemmarna skriver även eget material.

## Historik
Deras första spelning var den 11 mars 1993 vid en minneshögtid för irländska invandrare, vilken avhölls på Memorial-universitetet i deras hemstad. Därefter spelade de på heltid och de var ute på turné praktiskt taget jämt, hela året om. Turnerandet kunde ta upp till 300 dagar per år i anspråk.
Fram till och med 2002 bestod bandet av Alan Doyle (sångare, gitarr, bouzouki, mandolin), Bob Hallett (dragspel, gitarr, fiol, flöjt, mandolin), Séan McCann (gitarr, tin whistle, bodhran, sång) och Darrel Power (elbas). År 2002 lämnade Power gruppen för att få mer tid för sin familj och gruppen är sedan dess en trio som förstärks med en basist och en trummis vid konserter. Sista plattan alla fyra originalmedlemmarna medverkade på var "Sea of no cares".
Efter första plattan, som mestadels innehöll förhållandevis traditionella tolkningar av gammal, folklig musik från Newfoundland, har bandet utvecklats till att på sitt helt egna sätt spela den här typen av musik men även egna kompositioner i gränslandet mellan folkmusik, pop och rock.
Bandet vann utmärkelsen "Entertainer of the Year" vid East Coast Music Awards vartenda år mellan 1996 och 2000. Året 2001 strök de sitt namn på nomineringslistan, för att ge andra band möjlighet att få vinna.
År 2005 släppte de den helt traditionella och akustiska "The Hard and The Easy", som också blev stommen i deras kommande kanadensiska och amerikanska turné som förevigades på live-dvd:n "Courage and Patience and Grit".

## Diskografi
Studioalbum
- Great Big Sea (1992)
- Up (1995)
- Play (1997)
- Turn (2000)
- Sea of No Cares (2002)
- Something Beautiful (2004)
- The Hard and the Easy (2005, inklusive dokumentär-DVD)
- Fortune's Favour (2008)
- Safe Upon the Shore (2010)

Livealbum
- Road Rage (2000)
- Great Big DVD and CD (2003)
- Courage & Patience & Grit (2006, CD+DVD)

Samlingsalbum
- Rant and Roar (1998)
- XX (2012)
- XX (box-set) (2012)